# Lamprologus congoensis
Lamprologus congoensis (лампрологус конголезький, лампрологус левоголовий)  — вид окунеподібних риб родини цихлові (Cichlidae). Використовують в акваріумістиці.

## Опис
Риба сягає максимальної довжини до 13 см. У неї низьке, подовжене, сплощене з боків тіло. Профіль черевця вигнутий трохи менше ніж профіль спини. Рибка може спиратися на добре розвинені грудні плавці. Тіло забарвлене у світло-коричневий або від охряно-жовтого до оливково-зеленого кольору. Кожна лусочка має темний кант, що створює сітчастий малюнок на тілі. Впоперек боків проходять 5-7 широких, темних смуг. Смуги можуть зникати. На зябровій кришці і ззаду очей є темні плями. Нижня частина райдужної оболонки жовто-зеленого або червонуватого кольору, блискуча. Анальний плавець, іноді також спинний, окантовані червоно-коричневим. До періоду нересту окрас риб стає бархатисто-чорним, причому окрас самки дещо інтенсивніший.

## Поширення
Зустрічається в середній течії річки Конго в районі озера Малебо (трохи вище за течією від злиття річок Конго і Лулонга), в нижній течії Касаї і верхній частині Санги
.